# Шлейфер Давид Шабсович
Шлейфер Давид Шабсович (1863 — 10 (23) жовтня 1919) — український правник. Мировий суддя міста Києва. Член Української Центральної Ради.